# أناغوجي

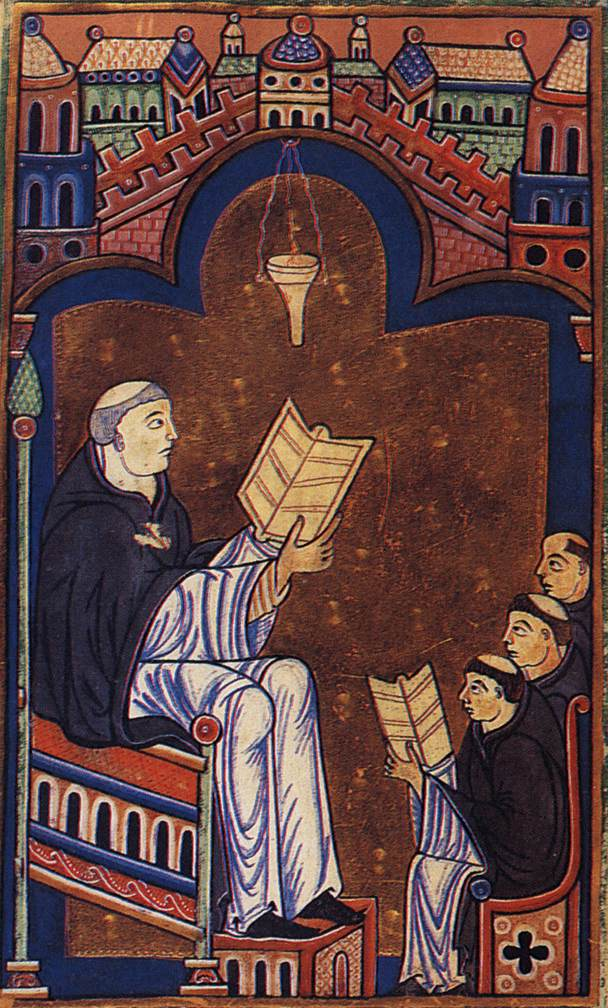

التأويل الباطني أو الروحي (بعدة لغات: Anagogy or Anagoge، أناغوجي هي كلمة يونانية تحمل معنى «التسلق» أو «الصعود») ويشير هذا المصطلح إلى التأويل أو التفسير الباطني أو الروحي الذي يُمارس على أحد النصوص الدينية.
يصف بعض اللاهوتيين في العصور الوسطى أربع طرق لتفسير الكتب المقدسة: الحرفي/التاريخي، والتروبولوجي، والاستعاري، والأناغوجي. تشير الأساليب الأربعة للتفسير إلى أربعة اتجاهات مختلفة: الحرفي/التاريخي إلى الوراء إلى الماضي، والاستعاري يتقدم إلى المستقبل، والتروبولوجي نزولاً إلى الأخلاقي/البشري، والأناغوجي صعودًا إلى الروحاني/السماوي.

## العصور الوسطى
قبل القديس أوغسطين، كان النهج الرئيسي في تفسير النصوص المقدسة يعتمد على ثلاثة مستويات أو محاور رئيسية. الأول هو الحرفية اللفظية، حيث يتم التركيز على المعاني الظاهرة للكلمات. الثاني يتعلق بالمعاني الأخلاقية والقيم التي يمكن استخلاصها من النص، والثالث يرتبط بالجوانب الروحية والإيمانية. بعد ذلك، قام القديس أوغسطين بتعديل هذه المستويات الثلاثة وأضاف مستوى إضافيًا. أصبحت المستويات الجديدة هي: المعنى الحرفي، والمغزى الأخلاقي، والدلالة الرمزية، والتأويل الروحي أو (Anagogical) للنص المقدس. في هذا السياق، أصبح التركيز يقوم على استشفاف القيم الروحية من خلال ما ترمز إليه الكلمات بدلاً من التركيز على معانيها الحرفية، وتمت إضافة الدلالة الرمزية كمكمل لهذا النهج.